# Мікеладзе Леван
Леван Мікеладзе (груз. ლევან მიქელაძე; (26 лютого 1957 , Тбілісі  — 26 квітня 2009 )) — грузинський дипломат і політик.

## Біографія
У 1974 році закінчив Тбіліський державний університет за спеціальністю «економічна і соціальна географія».
Після закінчення ТГУ почав свою дипломатичну кар'єру співробітником посольства СРСР в Афганістані. Після розпаду Радянського Союзу Леван Мікеладзе був радником глави Грузії Едуарда Шеварднадзе.
Захистив докторську дисертацію в Інституті географії Академії наук СРСР в Москві, пройшов стажування за програмою Фулбрайта в Центрі міжнародної безпеку і контроль над озброєннями в Стенфордському університеті (1994 рік).
У 1992—1994 і 1995—1996 роках працював у посольстві Грузії в США, У 1996—2001 роках працював послом Грузії в Австрії, а також був представником Грузії працюють в міжнародних організаціях у Відні, був представником Грузії в Організації з безпеки і співробітництва в Європі (ОБСЄ).
З 2002 по 2006 рік Л. Мікеладзе служив Надзвичайним і Повноважним послом Грузії в США, Канаді і Мексиці, з 2006 року до листопада 2007 року — послом у Швейцарії. Подав у відставку разом з ще кількома дипломатами в знак протесту проти політики уряду Михайла Саакашвілі, після розгону поліцією мітингу опозиції в центрі Тбілісі 7 листопада 2007 року.
У лютому 2009 року Л. Мікеладзе приєднався до сил опозицію до М. Саакашвілі і став членом опозиційного політичного об'єднання «Альянсу за Грузію», очолюваним Іраклієм Аласанія.
Раптово помер 26 квітня 2009 року. Сім'я Левана Мікеладзе підозрює, що дипломат не помер природною смертю. Підстава вважати так братові дипломата дозволяє відмова сім'ї альтернативної експертизи. Колишній адвокат сім'ї Мікеладзе Шалва Шавгулідзе підозрілим вважає те, що дипломат помер після того, як до нього приходив якийсь чоловік.
«Леван їздив до родини в Швейцарії. В цей час була пограбована його квартира. Вірніше, це було імітацією пограбування. В ньому брали участь два суб'єкта. Один з них, як випливає з матеріалів справи, зупиняє таксі на проспекті Агмашенебелі, потім зупиняє машину у дворі будинку Мікеладзе перед під'їздом і входить у під'їзд, де залишається 15 хвилин. Виходить з під'їзду. Потім з під'їзду виходить другий чоловік. Перший скоїв розбійний напад та проник у квартиру Левана. За свідченнями цієї людини, він увійшов у під'їзд і повинен був подзвонити в різні квартири, де йому відкрили б двері, там він і зробив би розбійний напад. Але цієї версії суперечить те, що розповідають свідки і що підтверджується — цей чоловік не дзвонив в інші квартири», — заявив Шалва Шавгулідзе.
За його словами, коли слідство писало обвинувальний постанову, в ньому не було тієї частини фабули, де говориться, що ця людина два рази входив у під'їзд Левана Мікеладзе.
«Це породжує питання, і коли я запитав у слідчого, чому не був врахований такий важливий факт, я не отримав логічної відповіді. Слідство було неповноцінним. Під час слідства не були враховані всі ті епізоди і факти, які мали місце. Через кілька днів Мікеладзе повернувся додому і на другий день, за офіційною версією, помер від серцевого нападу», — сказав Шавгулідзе.